# L'Universelle : Une Menace au pays des croyants
L'Universelle : Une Menace au pays des croyants (literalmente, en francés, La Universal: Una amenaza en el país de los creyentes) es un documental francés producido en 2002 por KTO TV y Galaxie Production. Hace una serie de críticas a las prácticas de la Iglesia Universal del Reino de Dios y a su líder, el obispo Edir Macedo «miliardário» (término utilizado en la película).

## Descripción
El documental afirma que Macedo construyó su iglesia y su imperio con el dinero de sus seguidores con la promesa de "la riqueza, la salud y la felicidad" y que la Iglesia Universal brasileña está creciendo en las favelas rápidamente, gracias a pastores carismáticos, exorcismos rápidos, trances, y "milagros express". De acuerdo a la producción, la Iglesia Universal recibiría $ 3 millones por día, una fortuna que le permite tener muchas compañías de seguros, y los medios de comunicación además de tener cerca de 30 empresas privadas, sobre todo en los países ricos. También es propietario de tres canales de televisión que pueden emitir sus discursos a las masas. También acusa a la Universal, entre otras cosas, que han obligado a los pastores para que se efectúen vasectomía en los 1990s, de inducir a los pastores a engañar a los fieles para recaudar fondos para el   diezmo,  prácticas chamanismo, incentivos a la  homofobia y denuncia sus objetivos políticos  . Se cuestiona también la Iglesia católica en Brasil es " culpable" por dejar  al   pentecostales crecer durante ese tiempo sin hacer nada para defenderse.
El documental también muestra la estrecha relación entre la Iglesia Universal y Red Record, de acuerdo con la producción, no solo un medio para aumentar su propia influencia política de Macedo en el país. El actual Senador Marcelo Crivella, sobrino de Edir Macedo y obispo licenciado de la  IURD, es entrevistado y dice que "un día tendremos un presidente evangélico", pero admiten que el gobierno "aceptó" la venta de Record a la Iglesia, aunque eso fue en el momento, vetado por la Constitución de Brasil.
Por el testimonio de antiguos seguidores y de seguidores de la IURD, cámaras ocultas y archivos, este documental de investigación intenta dibujar el retrato de una lucha entre la Iglesia Católica y la Iglesia Universal del Reino de Dios.